# Callicera montensis
Callicera montensis är en tvåvingeart som beskrevs av Snow 1892. Callicera montensis ingår i släktet bronsblomflugor, och familjen blomflugor. Inga underarter finns listade i Catalogue of Life.